# NGC 5436
NGC 5436 (również PGC 50104 lub UGC 8971) – galaktyka spiralna (S0-a), znajdująca się w gwiazdozbiorze Wolarza. Odkrył ją Wilhelm Tempel 28 czerwca 1883 roku. Jest to galaktyka aktywna.